# Mercado Central de Salamanca
Il Mercado Central de Salamanca (ufficialmente Mercado Central de Abastos de Salamanca) è un mercato coperto sito nella città spagnola di Salamanca. 
Sorge al centro della plaza del Mercado, accanto alla Plaza Mayor, e fu progettato dall'architetto Joaquín de Vargas y Aguirre, autore anche della Casa Lis, all'inizio del XX secolo.

## Storia
Le origini del mercato risalgono al XII secolo e si trovava in una piazza collegata alla Cattedrale vecchia.
Alla fine del XIX secolo il comune indisse un concorso per la realizzazione di un mercato coperto, la cui costruzione durò dal 1899 al 1909, a causa delle difficoltà economiche.